# Europamästerskapen i beachvolley 2021
Europamästerskapen 2021  i beachvolley  var det årets upplaga av beachvolley-EM. Tävlingarna pågick 11 till 15 augusti 2021 i Wien, Österrike. I tävlingarna deltog 32 lag på både dam- och herrsidan.

## Medaljer

### Medalfördelning
*   Värdland ( Österrike)
| Nr                  | Nation              | Guld | Silver | Brons | Totalt |
| ------------------- | ------------------- | ---- | ------ | ----- | ------ |
| 1                   | Norge               | 1    | 0      | 0     | 1      |
| 1                   | Schweiz             | 1    | 0      | 0     | 1      |
| 3                   | Nederländerna       | 0    | 2      | 0     | 2      |
| 4                   | Polen               | 0    | 0      | 1     | 1      |
| 4                   | Tyskland            | 0    | 0      | 1     | 1      |
| Totalt (5 nationer) | Totalt (5 nationer) | 2    | 2      | 2     | 6      |

### Medaljsammanfattning
| Event             | Guld                                 | Silver                                        | Brons                             |
| Men Detaljer...   | Norge Anders Mol Christian Sørum     | Nederländerna Stefan Boermans Yorick de Groot | Polen Piotr Kantor Bartosz Łosiak |
| Women Detaljer... | Schweiz Nina Betschart Tanja Hüberli | Nederländerna Katja Stam Raïsa Schoon         | Tyskland Karla Borger Julia Sude  |

## Damer

### Gruppspel

#### Grupp A
| Pos | Lag                        | M | V | F | P | SV | SF | SK    | BV | BF | BK    | Kvalificering     |
| --- | -------------------------- | - | - | - | - | -- | -- | ----- | -- | -- | ----- | ----------------- |
| 1   | van Iersel–Ypma (NED)      | 2 | 2 | 0 | 4 | 4  | 1  | 4,000 | 89 | 77 | 1,156 | Åttondelsfinaler  |
| 2   | Lehtonen–Ahtiainen (FIN)   | 2 | 1 | 1 | 3 | 3  | 2  | 1,500 | 92 | 76 | 1,211 | Sextondelsfinaler |
| 3   | Ceynowa–Gruszczyńska (POL) | 2 | 1 | 1 | 3 | 2  | 3  | 0,667 | 82 | 86 | 0,953 | Sextondelsfinaler |
| 4   | Parkkinen–Lahti (FIN)      | 2 | 0 | 2 | 2 | 1  | 4  | 0,250 | 73 | 97 | 0,753 |                   |

| Datum  | Tid   |                      | Resultat |                    | Set 1 | Set 2 | Set 3 | Totalt | Rapport |
| ------ | ----- | -------------------- | -------- | ------------------ | ----- | ----- | ----- | ------ | ------- |
| 11 Aug | 12:00 | Ceynowa–Gruszczyńska | 2–1      | Parkkinen–Lahti    | 11–21 | 21–15 | 15–11 | 55–44  | Rapport |
| 11 Aug | 12:00 | van Iersel–Ypma      | 2–1      | Lehtonen–Ahtiainen | 11–21 | 21–19 | 15–10 | 47–50  | Rapport |
| 11 Aug | 16:00 | Ceynowa–Gruszczyńska | 0–2      | van Iersel–Ypma    | 9–21  | 18–21 |       | 27–42  | Rapport |
| 11 Aug | 16:00 | Parkkinen–Lahti      | 0–2      | Lehtonen–Ahtiainen | 14–21 | 15–21 |       | 29–42  | Rapport |

#### Grupp B
| Pos | Lag                      | M | V | F | P | SV | SF | SK    | BV  | BF | BK    | Kvalificering     |
| --- | ------------------------ | - | - | - | - | -- | -- | ----- | --- | -- | ----- | ----------------- |
| 1   | Dabizha–Kholomina (RUS)  | 2 | 2 | 0 | 4 | 4  | 1  | 4,000 | 100 | 87 | 1,149 | Åttondelsfinaler  |
| 2   | Stam–Schoon (NED)        | 2 | 1 | 1 | 3 | 2  | 2  | 1,000 | 73  | 61 | 1,197 | Sextondelsfinaler |
| 3   | Böbner–Vergé-Dépré (SUI) | 2 | 1 | 1 | 3 | 2  | 2  | 1,000 | 81  | 77 | 1,052 | Sextondelsfinaler |
| 4   | Strauss–Dörfler (AUT)    | 2 | 0 | 2 | 2 | 1  | 4  | 0,250 | 67  | 96 | 0,698 |                   |

| Datum  | Tid   |                   | Resultat |                    | Set 1 | Set 2 | Set 3 | Totalt | Rapport |
| ------ | ----- | ----------------- | -------- | ------------------ | ----- | ----- | ----- | ------ | ------- |
| 11 Aug | 12:45 | Dabizha–Kholomina | 2–1      | Strauss–Dörfler    | 21–18 | 18–21 | 15–9  | 54–48  | Rapport |
| 11 Aug | 13:00 | Stam–Schoon       | 0–2      | Böbner–Vergé-Dépré | 16–21 | 15–21 |       | 31–42  | Rapport |
| 11 Aug | 17:00 | Dabizha–Kholomina | 2–0      | Böbner–Vergé-Dépré | 25–23 | 21–16 |       | 46–39  | Rapport |
| 11 Aug | 20:00 | Strauss–Dörfler   | 0–2      | Stam–Schoon        | 5–21  | 14–21 |       | 19–42  | Rapport |

#### Grupp C
| Pos | Lag                            | M | V | F | P | SV | SF | SK    | BV | BF  | BK    | Kvalificering     |
| --- | ------------------------------ | - | - | - | - | -- | -- | ----- | -- | --- | ----- | ----------------- |
| 1   | Betschart–Hüberli (SUI)        | 2 | 2 | 0 | 4 | 4  | 1  | 4,000 | 94 | 69  | 1,362 | Åttondelsfinaler  |
| 2   | Behrens–Ittlinger (GER)        | 2 | 1 | 1 | 3 | 2  | 2  | 1,000 | 71 | 68  | 1,044 | Sextondelsfinaler |
| 3   | Bocharova–Voronina (RUS)       | 2 | 1 | 1 | 3 | 2  | 3  | 0,667 | 75 | 94  | 0,798 | Sextondelsfinaler |
| 4   | Hjortland–Helland-Hansen (NOR) | 2 | 0 | 2 | 2 | 2  | 4  | 0,500 | 96 | 101 | 0,950 |                   |

| Datum  | Tid   |                          | Resultat |                          | Set 1 | Set 2 | Set 3 | Totalt | Rapport |
| ------ | ----- | ------------------------ | -------- | ------------------------ | ----- | ----- | ----- | ------ | ------- |
| 11 Aug | 11:00 | Behrens–Ittlinger        | 2–0      | Bocharova–Voronina       | 21–14 | 21–12 |       | 42–26  | Rapport |
| 11 Aug | 11:00 | Betschart–Hüberli        | 2–1      | Hjortland–Helland-Hansen | 16–21 | 21–10 | 15–9  | 52–40  | Rapport |
| 11 Aug | 14:45 | Betschart–Hüberli        | 2–0      | Behrens–Ittlinger        | 21–16 | 21–13 |       | 42–29  | Rapport |
| 11 Aug | 15:00 | Hjortland–Helland-Hansen | 1–2      | Bocharova–Voronina       | 21–23 | 21–11 | 12–15 | 54–49  | Rapport |

#### Grupp D
| Pos | Lag                       | M | V | F | P | SV | SF | SK    | BV | BF | BK    | Kvalificering     |
| --- | ------------------------- | - | - | - | - | -- | -- | ----- | -- | -- | ----- | ----------------- |
| 1   | Kravčenoka–Graudiņa (LAT) | 2 | 2 | 0 | 4 | 4  | 0  | MAX   | 84 | 68 | 1,235 | Åttondelsfinaler  |
| 2   | Soria–Carro (ESP)         | 2 | 1 | 1 | 3 | 2  | 2  | 1,000 | 83 | 78 | 1,064 | Sextondelsfinaler |
| 3   | Wojtasik–Kociołek (POL)   | 2 | 1 | 1 | 3 | 2  | 2  | 1,000 | 79 | 83 | 0,952 | Sextondelsfinaler |
| 4   | Placette–Richard (FRA)    | 2 | 0 | 2 | 2 | 0  | 4  | 0,000 | 67 | 84 | 0,798 |                   |

| Datum  | Tid   |                     | Resultat |                   | Set 1 | Set 2 | Set 3 | Totalt | Rapport |
| ------ | ----- | ------------------- | -------- | ----------------- | ----- | ----- | ----- | ------ | ------- |
| 11 Aug | 13:00 | Kravčenoka–Graudiņa | 2–0      | Placette–Richard  | 21–17 | 21–17 |       | 42–34  | Rapport |
| 11 Aug | 13:00 | Wojtasik–Kociołek   | 2–0      | Soria–Carro       | 21–19 | 24–22 |       | 45–41  | Rapport |
| 11 Aug | 17:00 | Kravčenoka–Graudiņa | 2–0      | Wojtasik–Kociołek | 21–18 | 21–16 |       | 42–34  | Rapport |
| 11 Aug | 18:00 | Placette–Richard    | 0–2      | Soria–Carro       | 16–21 | 17–21 |       | 33–42  | Rapport |

#### Grupp E
| Pos | Lag                        | M | V | F | P | SV | SF | SK    | BV  | BF  | BK    | Kvalificering     |
| --- | -------------------------- | - | - | - | - | -- | -- | ----- | --- | --- | ----- | ----------------- |
| 1   | Borger–Sude (GER)          | 2 | 2 | 0 | 4 | 4  | 1  | 4,000 | 95  | 80  | 1,188 | Åttondelsfinaler  |
| 2   | Hermannová–Štochlová (CZE) | 2 | 1 | 1 | 3 | 3  | 3  | 1,000 | 104 | 104 | 1,000 | Sextondelsfinaler |
| 3   | Lunde–Olimstad (NOR)       | 2 | 1 | 1 | 3 | 3  | 2  | 1,500 | 94  | 95  | 0,989 | Sextondelsfinaler |
| 4   | Lobato–Álvarez (ESP)       | 2 | 0 | 2 | 2 | 0  | 4  | 0,000 | 71  | 85  | 0,835 |                   |

| Datum  | Tid   |                      | Resultat |                | Set 1 | Set 2 | Set 3 | Totalt | Rapport |
| ------ | ----- | -------------------- | -------- | -------------- | ----- | ----- | ----- | ------ | ------- |
| 11 Aug | 10:00 | Borger–Sude          | 2–0      | Lobato–Álvarez | 21–18 | 21–16 |       | 42–34  | Rapport |
| 11 Aug | 10:00 | Hermannová–Štochlová | 2–1      | Lunde–Olimstad | 21–23 | 21–14 | 16–14 | 58–51  | Rapport |
| 11 Aug | 15:00 | Hermannová–Štochlová | 1–2      | Borger–Sude    | 21–17 | 17–21 | 8–15  | 46–53  | Rapport |
| 11 Aug | 15:00 | Lunde–Olimstad       | 2–0      | Lobato–Álvarez | 22–20 | 21–17 |       | 43–37  | Rapport |

#### Grupp F
| Pos | Lag                       | M | V | F | P | SV | SF | SK    | BV | BF | BK    | Kvalificering     |
| --- | ------------------------- | - | - | - | - | -- | -- | ----- | -- | -- | ----- | ----------------- |
| 1   | Keizer–Meppelink (NED)    | 2 | 2 | 0 | 4 | 4  | 1  | 4,000 | 92 | 81 | 1,136 | Åttondelsfinaler  |
| 2   | Bieneck–Schneider (GER)   | 2 | 1 | 1 | 3 | 3  | 2  | 1,500 | 92 | 81 | 1,136 | Sextondelsfinaler |
| 3   | Arvaniti–Karagkouni (GRE) | 2 | 1 | 1 | 3 | 2  | 2  | 1,000 | 73 | 73 | 1,000 | Sextondelsfinaler |
| 4   | Friedl–Pfeffer (AUT)      | 2 | 0 | 2 | 2 | 0  | 4  | 0,000 | 62 | 84 | 0,738 |                   |

| Datum  | Tid   |                   | Resultat |                     | Set 1 | Set 2 | Set 3 | Totalt | Rapport |
| ------ | ----- | ----------------- | -------- | ------------------- | ----- | ----- | ----- | ------ | ------- |
| 11 Aug | 10:45 | Keizer–Meppelink  | 2–0      | Friedl–Pfeffer      | 21–18 | 21–13 |       | 42–31  | Rapport |
| 11 Aug | 11:00 | Bieneck–Schneider | 2–0      | Arvaniti–Karagkouni | 21–15 | 21–16 |       | 42–31  | Rapport |
| 11 Aug | 16:00 | Keizer–Meppelink  | 2–1      | Bieneck–Schneider   | 21–18 | 14–21 | 15–11 | 50–50  | Rapport |
| 11 Aug | 18:00 | Friedl–Pfeffer    | 0–2      | Arvaniti–Karagkouni | 19–21 | 12–21 |       | 31–42  | Rapport |

#### Grupp G
| Pos | Lag                         | M | V | F | P | SV | SF | SK    | BV  | BF  | BK    | Kvalificering     |
| --- | --------------------------- | - | - | - | - | -- | -- | ----- | --- | --- | ----- | ----------------- |
| 1   | Laboureur–Tillmann (GER)    | 2 | 2 | 0 | 4 | 4  | 2  | 2,000 | 108 | 91  | 1,187 | Åttondelsfinaler  |
| 2   | Birlova–Frolova (RUS)       | 2 | 1 | 1 | 3 | 2  | 3  | 0,667 | 101 | 100 | 1,010 | Sextondelsfinaler |
| 3   | Menegatti–Orsi Toth (ITA)   | 2 | 1 | 1 | 3 | 3  | 2  | 1,500 | 94  | 95  | 0,989 | Sextondelsfinaler |
| 4   | D. Klinger–R. Klinger (AUT) | 2 | 0 | 2 | 2 | 2  | 4  | 0,500 | 97  | 114 | 0,851 |                   |

| Datum  | Tid   |                       | Resultat |                       | Set 1 | Set 2 | Set 3 | Totalt | Rapport |
| ------ | ----- | --------------------- | -------- | --------------------- | ----- | ----- | ----- | ------ | ------- |
| 11 Aug | 11:45 | Laboureur–Tillmann    | 2–1      | D. Klinger–R. Klinger | 21–13 | 19–21 | 15–10 | 55–44  | Rapport |
| 11 Aug | 12:00 | Menegatti–Orsi Toth   | 2–0      | Birlova–Frolova       | 21–18 | 26–24 |       | 47–42  | Rapport |
| 11 Aug | 17:00 | Laboureur–Tillmann    | 2–1      | Menegatti–Orsi Toth   | 17–21 | 21–16 | 15–10 | 53–47  | Rapport |
| 11 Aug | 19:00 | D. Klinger–R. Klinger | 1–2      | Birlova–Frolova       | 20–22 | 24–22 | 9–15  | 53–59  | Rapport |

#### Grupp H
| Pos | Lag                               | M | V | F | P | SV | SF | SK    | BV  | BF  | BK    | Kvalificering     |
| --- | --------------------------------- | - | - | - | - | -- | -- | ----- | --- | --- | ----- | ----------------- |
| 1   | In. Makhno–Ir. Makhno (UKR)       | 2 | 2 | 0 | 4 | 4  | 1  | 4,000 | 95  | 85  | 1,118 | Åttondelsfinaler  |
| 2   | Kvapilová–Williams (CZE)          | 2 | 1 | 1 | 3 | 3  | 2  | 1,500 | 93  | 88  | 1,057 | Sextondelsfinaler |
| 3   | Schützenhöfer–Plesiutschnig (AUT) | 2 | 1 | 1 | 3 | 3  | 3  | 1,000 | 106 | 104 | 1,019 | Sextondelsfinaler |
| 4   | Davidova–Lunina (UKR)             | 2 | 0 | 2 | 2 | 0  | 4  | 0,000 | 67  | 84  | 0,798 |                   |

| Datum  | Tid   |                             | Resultat |                       | Set 1 | Set 2 | Set 3 | Totalt | Rapport |
| ------ | ----- | --------------------------- | -------- | --------------------- | ----- | ----- | ----- | ------ | ------- |
| 11 Aug | 13:45 | Schützenhöfer–Plesiutschnig | 2–1      | Kvapilová–Williams    | 21–18 | 19–21 | 15–12 | 55–51  | Rapport |
| 11 Aug | 14:00 | Davidova–Lunina             | 0–2      | In. Makhno–Ir. Makhno | 19–21 | 15–21 |       | 34–42  | Rapport |
| 11 Aug | 18:00 | Kvapilová–Williams          | 2–0      | Davidova–Lunina       | 21–19 | 21–14 |       | 42–33  | Rapport |
| 11 Aug | 21:00 | Schützenhöfer–Plesiutschnig | 1–2      | In. Makhno–Ir. Makhno | 17–21 | 21–17 | 13–15 | 51–53  | Rapport |

### Slutspel

#### Sextondelsfinaler
| Datum  | Tid   |                             | Resultat |                     | Set 1 | Set 2 | Set 3 | Totalt | Rapport |
| ------ | ----- | --------------------------- | -------- | ------------------- | ----- | ----- | ----- | ------ | ------- |
| 12 Aug | 13:00 | Bieneck–Schneider           | 2–0      | Bocharova–Voronina  | 21–13 | 21–12 |       | 42–25  | Rapport |
| 12 Aug | 13:00 | Hermannová–Štochlová        | 2–0      | Kvapilová–Williams  | 21–18 | 21–14 |       | 42–32  | Rapport |
| 12 Aug | 13:00 | Wojtasik–Kociołek           | 2–0      | Lehtonen–Ahtiainen  | 21–18 | 21–16 |       | 42–34  | Rapport |
| 12 Aug | 13:45 | Menegatti–Orsi Toth         | 1–2      | Stam–Schoon         | 21–19 | 14–21 | 13–15 | 48–55  | Rapport |
| 12 Aug | 14:00 | Behrens–Ittlinger           | 2–0      | Lunde–Olimstad      | 22–20 | 21–15 |       | 43–35  | Rapport |
| 12 Aug | 14:00 | Böbner–Vergé-Dépré          | 2–0      | Birlova–Frolova     |       |       |       |        | Rapport |
| 12 Aug | 14:00 | Ceynowa–Gruszczyńska        | 0–2      | Soria–Carro         | 19–21 | 13–21 |       | 32–42  | Rapport |
| 12 Aug | 16:00 | Schützenhöfer–Plesiutschnig | 2–0      | Arvaniti–Karagkouni | 21–16 | 21–19 |       | 42–35  | Rapport |

#### Åttondelsfinaler
| Datum  | Tid   |                       | Resultat |                             | Set 1 | Set 2 | Set 3 | Totalt | Rapport |
| ------ | ----- | --------------------- | -------- | --------------------------- | ----- | ----- | ----- | ------ | ------- |
| 13 Aug | 09:45 | Laboureur–Tillmann    | 2–0      | Schützenhöfer–Plesiutschnig | 21–15 | 21–17 |       | 42–32  | Rapport |
| 13 Aug | 10:00 | van Iersel–Ypma       | 0–2      | Stam–Schoon                 | 16–21 | 15–21 |       | 31–42  | Rapport |
| 13 Aug | 10:00 | In. Makhno–Ir. Makhno | 0–2      | Bieneck–Schneider           | 13–21 | 15–21 |       | 28–42  | Rapport |
| 13 Aug | 10:00 | Kravčenoka–Graudiņa   | 2–0      | Hermannová–Štochlová        | 21–17 | 21–18 |       | 42–35  | Rapport |
| 13 Aug | 10:45 | Borger–Sude           | 2–1      | Böbner–Vergé-Dépré          | 21–12 | 15–21 | 15–11 | 51–44  | Rapport |
| 13 Aug | 11:00 | Betschart–Hüberli     | 2–0      | Wojtasik–Kociołek           | 21–13 | 21–17 |       | 42–30  | Rapport |
| 13 Aug | 11:00 | Keizer–Meppelink      | 2–0      | Behrens–Ittlinger           | 21–17 | 21–15 |       | 42–32  | Rapport |
| 13 Aug | 11:00 | Dabizha–Kholomina     | 2–1      | Soria–Carro                 | 20–22 | 21–17 | 19–17 | 60–56  | Rapport |

#### Kvartsfinaler
| Datum  | Tid   |                    | Resultat |                     | Set 1 | Set 2 | Set 3 | Totalt | Rapport |
| ------ | ----- | ------------------ | -------- | ------------------- | ----- | ----- | ----- | ------ | ------- |
| 13 Aug | 14:00 | Laboureur–Tillmann | 1–2      | Kravčenoka–Graudiņa | 21–13 | 16–21 | 13–15 | 50–49  | Rapport |
| 13 Aug | 16:30 | Stam–Schoon        | 2–0      | Bieneck–Schneider   | 21–19 | 23–21 |       | 44–40  | Rapport |
| 13 Aug | 17:30 | Borger–Sude        | 2–0      | Dabizha–Kholomina   | 21–18 | 21–19 |       | 42–37  | Rapport |
| 13 Aug | 18:30 | Betschart–Hüberli  | 2–0      | Keizer–Meppelink    | 22–20 | 21–19 |       | 43–39  | Rapport |

#### Semifinaler
| Datum  | Tid   |                   | Resultat |                     | Set 1 | Set 2 | Set 3 | Totalt | Rapport |
| ------ | ----- | ----------------- | -------- | ------------------- | ----- | ----- | ----- | ------ | ------- |
| 14 Aug | 10:45 | Stam–Schoon       | 2–1      | Kravčenoka–Graudiņa | 21–15 | 15–21 | 15–11 | 51–47  | Rapport |
| 14 Aug | 11:45 | Betschart–Hüberli | 2–1      | Borger–Sude         | 21–9  | 22–24 | 16–14 | 59–47  | Rapport |

#### Match om tredjepris
| Datum  | Tid   |                     | Resultat |             | Set 1 | Set 2 | Set 3 | Totalt | Rapport |
| ------ | ----- | ------------------- | -------- | ----------- | ----- | ----- | ----- | ------ | ------- |
| 14 Aug | 16:30 | Kravčenoka–Graudiņa | 1–2      | Borger–Sude | 21–14 | 17–21 | 8–15  | 46–50  | Rapport |

#### Final
| Datum  | Tid   |             | Resultat |                   | Set 1 | Set 2 | Set 3 | Totalt | Rapport |
| ------ | ----- | ----------- | -------- | ----------------- | ----- | ----- | ----- | ------ | ------- |
| 14 Aug | 17:45 | Stam–Schoon | 0–2      | Betschart–Hüberli | 15–21 | 12–21 |       | 27–42  | Rapport |

## Herrar

### Gruppspel

#### Grupp A
| Pos | Lag                    | M | V | F | P | SV | SF | SK    | BV  | BF  | BK    | Kvalificering     |
| --- | ---------------------- | - | - | - | - | -- | -- | ----- | --- | --- | ----- | ----------------- |
| 1   | Mol–Sørum (NOR)        | 2 | 2 | 0 | 4 | 4  | 1  | 4,000 | 98  | 78  | 1,256 | Åttondelsfinaler  |
| 2   | Ayé–Gauthier-Rat (FRA) | 2 | 1 | 1 | 3 | 3  | 3  | 1,000 | 105 | 100 | 1,050 | Sextondelsfinaler |
| 3   | Seid–Waller (AUT)      | 2 | 1 | 1 | 3 | 2  | 3  | 0,667 | 89  | 93  | 0,957 | Sextondelsfinaler |
| 4   | Heidrich–Métral (SUI)  | 2 | 0 | 2 | 2 | 2  | 4  | 0,500 | 95  | 116 | 0,819 |                   |

| Datum  | Tid   |                  | Resultat |                  | Set 1 | Set 2 | Set 3    | Totalt | Rapport |
| ------ | ----- | ---------------- | -------- | ---------------- | ----- | ----- | -------- | ------ | ------- |
| 12 Aug | 10:45 | Heidrich–Métral  | 1–2      | Seid–Waller      | 16–21 | 21–19 | 12–15    | 49–55  | Rapport |
| 12 Aug | 11:00 | Mol–Sørum        | 2–1      | Ayé–Gauthier-Rat | 21–14 | 18–21 | 15–9     | 54–44  | Rapport |
| 12 Aug | 17:00 | Ayé–Gauthier-Rat | 2–1      | Heidrich–Métral  | 25–27 | 21–19 | 15–0 (R) | 61–46  | Rapport |
| 12 Aug | 19:15 | Mol–Sørum        | 2–0      | Seid–Waller      | 21–13 | 23–21 |          | 44–34  | Rapport |

#### Grupp B
| Pos | Lag                       | M | V | F | P | SV | SF | SK    | BV  | BF  | BK    | Kvalificering     |
| --- | ------------------------- | - | - | - | - | -- | -- | ----- | --- | --- | ----- | ----------------- |
| 1   | Perušič–Schweiner (CZE)   | 2 | 2 | 0 | 4 | 4  | 1  | 4,000 | 100 | 85  | 1,176 | Åttondelsfinaler  |
| 2   | Krattiger–Haussener (SUI) | 2 | 1 | 1 | 3 | 2  | 2  | 1,000 | 86  | 78  | 1,103 | Sextondelsfinaler |
| 3   | Pļaviņš–Točs (LAT)        | 2 | 1 | 1 | 3 | 3  | 2  | 1,500 | 104 | 102 | 1,020 | Sextondelsfinaler |
| 4   | Doppler–Horst (AUT)       | 2 | 0 | 2 | 2 | 0  | 4  | 0,000 | 59  | 84  | 0,702 |                   |

| Datum  | Tid   |                     | Resultat |                     | Set 1 | Set 2 | Set 3 | Totalt | Rapport |
| ------ | ----- | ------------------- | -------- | ------------------- | ----- | ----- | ----- | ------ | ------- |
| 12 Aug | 12:00 | Krattiger–Haussener | 0–2      | Pļaviņš–Točs        | 26–28 | 18–21 |       | 44–49  | Rapport |
| 12 Aug | 12:45 | Perušič–Schweiner   | 2–0      | Doppler–Horst       | 21–17 | 21–13 |       | 42–30  | Rapport |
| 12 Aug | 18:00 | Perušič–Schweiner   | 2–1      | Pļaviņš–Točs        | 22–24 | 21–19 | 15–12 | 58–55  | Rapport |
| 12 Aug | 20:30 | Doppler–Horst       | 0–2      | Krattiger–Haussener | 17–21 | 12–21 |       | 29–42  | Rapport |

#### Grupp C
| Pos | Lag                      | M | V | F | P | SV | SF | SK    | BV  | BF | BK    | Kvalificering     |
| --- | ------------------------ | - | - | - | - | -- | -- | ----- | --- | -- | ----- | ----------------- |
| 1   | Lyamin–Myskiv (RUS)      | 2 | 2 | 0 | 4 | 4  | 1  | 4,000 | 109 | 98 | 1,112 | Åttondelsfinaler  |
| 2   | Kantor–Łosiak (POL)      | 2 | 1 | 1 | 3 | 3  | 2  | 1,500 | 95  | 89 | 1,067 | Sextondelsfinaler |
| 3   | Samoilovs–Šmēdiņš (LAT)  | 2 | 1 | 1 | 3 | 2  | 2  | 1,000 | 98  | 96 | 1,021 | Sextondelsfinaler |
| 4   | Iemelianchyk–Popov (UKR) | 2 | 0 | 2 | 2 | 0  | 4  | 0,000 | 76  | 95 | 0,800 |                   |

| Datum  | Tid   |                    | Resultat |                    | Set 1 | Set 2 | Set 3 | Totalt | Rapport |
| ------ | ----- | ------------------ | -------- | ------------------ | ----- | ----- | ----- | ------ | ------- |
| 12 Aug | 09:00 | Kantor–Łosiak      | 2–0      | Iemelianchyk–Popov | 21–11 | 21–18 |       | 42–29  | Rapport |
| 12 Aug | 09:00 | Samoilovs–Šmēdiņš  | 0–2      | Lyamin–Myskiv      | 25–27 | 20–22 |       | 45–49  | Rapport |
| 12 Aug | 15:00 | Kantor–Łosiak      | 1–2      | Lyamin–Myskiv      | 26–24 | 19–21 | 8–15  | 53–60  | Rapport |
| 12 Aug | 15:00 | Iemelianchyk–Popov | 0–2      | Samoilovs–Šmēdiņš  | 17–21 | 30–32 |       | 47–53  | Rapport |

#### Grupp D
| Pos | Lag                       | M | V | F | P | SV | SF | SK    | BV  | BF  | BK    | Kvalificering     |
| --- | ------------------------- | - | - | - | - | -- | -- | ----- | --- | --- | ----- | ----------------- |
| 1   | Herrera–Gavira (ESP)      | 2 | 2 | 0 | 4 | 4  | 1  | 4,000 | 96  | 76  | 1,263 | Åttondelsfinaler  |
| 2   | Szałankiewicz–Bryl (POL)  | 2 | 1 | 1 | 3 | 3  | 2  | 1,500 | 103 | 98  | 1,051 | Sextondelsfinaler |
| 3   | Carambula–Dal Corso (ITA) | 2 | 1 | 1 | 3 | 2  | 3  | 0,667 | 77  | 88  | 0,875 | Sextondelsfinaler |
| 4   | Hörl–Leitner (AUT)        | 2 | 0 | 2 | 2 | 1  | 4  | 0,250 | 90  | 104 | 0,865 |                   |

| Datum  | Tid   |                     | Resultat |                    | Set 1 | Set 2 | Set 3 | Totalt | Rapport |
| ------ | ----- | ------------------- | -------- | ------------------ | ----- | ----- | ----- | ------ | ------- |
| 12 Aug | 11:00 | Szałankiewicz–Bryl  | 1–2      | Herrera–Gavira     | 21–16 | 16–21 | 15–17 | 52–54  | Rapport |
| 12 Aug | 12:00 | Carambula–Dal Corso | 2–1      | Hörl–Leitner       | 21–15 | 17–21 | 15–10 | 53–46  | Rapport |
| 12 Aug | 17:00 | Hörl–Leitner        | 0–2      | Szałankiewicz–Bryl | 16–21 | 28–30 |       | 44–51  | Rapport |
| 12 Aug | 18:00 | Carambula–Dal Corso | 0–2      | Herrera–Gavira     | 9–21  | 15–21 |       | 24–42  | Rapport |

#### Grupp E
| Pos | Lag                       | M | V | F | P | SV | SF | SK    | BV | BF | BK    | Kvalificering     |
| --- | ------------------------- | - | - | - | - | -- | -- | ----- | -- | -- | ----- | ----------------- |
| 1   | Brouwer–Meeuwsen (NED)    | 2 | 2 | 0 | 4 | 4  | 0  | MAX   | 84 | 63 | 1,333 | Åttondelsfinaler  |
| 2   | Ehlers–Pfretzschner (GER) | 2 | 1 | 1 | 3 | 2  | 2  | 1,000 | 73 | 67 | 1,090 | Sextondelsfinaler |
| 3   | Boermans–de Groot (NED)   | 2 | 1 | 1 | 3 | 2  | 2  | 1,000 | 74 | 75 | 0,987 | Sextondelsfinaler |
| 4   | Huber–Dressler (AUT)      | 2 | 0 | 2 | 2 | 0  | 4  | 0,000 | 58 | 84 | 0,690 |                   |

| Datum  | Tid   |                   | Resultat |                     | Set 1 | Set 2 | Set 3 | Totalt | Rapport |
| ------ | ----- | ----------------- | -------- | ------------------- | ----- | ----- | ----- | ------ | ------- |
| 12 Aug | 09:45 | Boermans–de Groot | 2–0      | Huber–Dressler      | 21–15 | 21–18 |       | 42–33  | Rapport |
| 12 Aug | 11:00 | Brouwer–Meeuwsen  | 2–0      | Ehlers–Pfretzschner | 21–19 | 21–12 |       | 42–31  | Rapport |
| 12 Aug | 17:00 | Boermans–de Groot | 0–2      | Brouwer–Meeuwsen    | 17–21 | 15–21 |       | 32–42  | Rapport |
| 12 Aug | 17:00 | Huber–Dressler    | 0–2      | Ehlers–Pfretzschner | 13–21 | 12–21 |       | 25–42  | Rapport |

#### Grupp F
| Pos | Lag                      | M | V | F | P | SV | SF | SK    | BV | BF | BK    | Kvalificering     |
| --- | ------------------------ | - | - | - | - | -- | -- | ----- | -- | -- | ----- | ----------------- |
| 1   | Thole–Wickler (GER)      | 2 | 2 | 0 | 4 | 4  | 1  | 4,000 | 98 | 79 | 1,241 | Åttondelsfinaler  |
| 2   | Walkenhorst–Winter (GER) | 2 | 1 | 1 | 3 | 2  | 2  | 1,000 | 73 | 74 | 0,986 | Sextondelsfinaler |
| 3   | Nicolai–Lupo (ITA)       | 2 | 1 | 1 | 3 | 3  | 2  | 1,500 | 91 | 95 | 0,958 | Sextondelsfinaler |
| 4   | Likholetov–Bykanov (RUS) | 2 | 0 | 2 | 2 | 0  | 4  | 0,000 | 71 | 85 | 0,835 |                   |

| Datum  | Tid   |                    | Resultat |                    | Set 1 | Set 2 | Set 3 | Totalt | Rapport |
| ------ | ----- | ------------------ | -------- | ------------------ | ----- | ----- | ----- | ------ | ------- |
| 12 Aug | 10:00 | Nicolai–Lupo       | 2–0      | Likholetov–Bykanov | 21–19 | 22–20 |       | 43–39  | Rapport |
| 12 Aug | 10:00 | Thole–Wickler      | 2–0      | Walkenhorst–Winter | 21–12 | 21–19 |       | 42–31  | Rapport |
| 12 Aug | 16:00 | Nicolai–Lupo       | 1–2      | Thole–Wickler      | 21–18 | 12–21 | 15–17 | 48–56  | Rapport |
| 12 Aug | 16:00 | Likholetov–Bykanov | 0–2      | Walkenhorst–Winter | 14–21 | 18–21 |       | 32–42  | Rapport |

#### Grupp G
| Pos | Lag                            | M | V | F | P | SV | SF | SK    | BV  | BF  | BK    | Kvalificering     |
| --- | ------------------------------ | - | - | - | - | -- | -- | ----- | --- | --- | ----- | ----------------- |
| 1   | Varenhorst–van de Velde (NED)  | 2 | 2 | 0 | 4 | 4  | 2  | 2,000 | 117 | 103 | 1,136 | Åttondelsfinaler  |
| 2   | Nõlvak–Tiisaar (EST)           | 2 | 1 | 1 | 3 | 2  | 2  | 1,000 | 87  | 88  | 0,989 | Sextondelsfinaler |
| 3   | Krasilnikov–Stoyanovskiy (RUS) | 2 | 1 | 1 | 3 | 3  | 2  | 1,500 | 95  | 100 | 0,950 | Sextondelsfinaler |
| 4   | Windisch–Cottafava (ITA)       | 2 | 0 | 2 | 2 | 1  | 4  | 0,250 | 96  | 104 | 0,923 |                   |

| Datum  | Tid   |                          | Resultat |                          | Set 1 | Set 2 | Set 3 | Totalt | Rapport |
| ------ | ----- | ------------------------ | -------- | ------------------------ | ----- | ----- | ----- | ------ | ------- |
| 12 Aug | 09:00 | Krasilnikov–Stoyanovskiy | 2–0      | Nõlvak–Tiisaar           | 21–18 | 28–26 |       | 49–44  | Rapport |
| 12 Aug | 10:00 | Varenhorst–van de Velde  | 2–1      | Windisch–Cottafava       | 21–18 | 25–27 | 15–12 | 61–57  | Rapport |
| 12 Aug | 15:00 | Windisch–Cottafava       | 0–2      | Nõlvak–Tiisaar           | 19–21 | 20–22 |       | 39–43  | Rapport |
| 12 Aug | 16:00 | Varenhorst–van de Velde  | 2–1      | Krasilnikov–Stoyanovskiy | 21–12 | 20–22 | 15–12 | 56–46  | Rapport |

#### Grupp H
| Pos | Lag                         | M | V | F | P | SV | SF | SK    | BV  | BF  | BK    | Kvalificering     |
| --- | --------------------------- | - | - | - | - | -- | -- | ----- | --- | --- | ----- | ----------------- |
| 1   | Koekelkoren–van Walle (BEL) | 2 | 2 | 0 | 4 | 4  | 2  | 2,000 | 114 | 105 | 1,086 | Åttondelsfinaler  |
| 2   | Semenov–Leshukov (RUS)      | 2 | 1 | 1 | 3 | 3  | 2  | 1,500 | 98  | 92  | 1,065 | Sextondelsfinaler |
| 3   | Dziadkou–Piatrushka (BLR)   | 2 | 1 | 1 | 3 | 2  | 2  | 1,000 | 72  | 75  | 0,960 | Sextondelsfinaler |
| 4   | Ermacora–Pristauz (AUT)     | 2 | 0 | 2 | 2 | 1  | 4  | 0,250 | 82  | 94  | 0,872 |                   |

| Datum  | Tid   |                       | Resultat |                       | Set 1 | Set 2 | Set 3 | Totalt | Rapport |
| ------ | ----- | --------------------- | -------- | --------------------- | ----- | ----- | ----- | ------ | ------- |
| 12 Aug | 11:45 | Ermacora–Pristauz     | 1–2      | Koekelkoren–van Walle | 15–21 | 21–16 | 13–15 | 49–52  | Rapport |
| 12 Aug | 12:00 | Semenov–Leshukov      | 2–0      | Dziadkou–Piatrushka   | 21–11 | 21–19 |       | 42–30  | Rapport |
| 12 Aug | 18:00 | Koekelkoren–van Walle | 2–1      | Semenov–Leshukov      | 28–26 | 19–21 | 15–9  | 62–56  | Rapport |
| 12 Aug | 18:00 | Ermacora–Pristauz     | 0–2      | Dziadkou–Piatrushka   | 17–21 | 16–21 |       | 33–42  | Rapport |

### Slutspel

#### Sextondelsfinaler
| Datum  | Tid   |                          | Resultat |                     | Set 1 | Set 2 | Set 3 | Totalt | Rapport |
| ------ | ----- | ------------------------ | -------- | ------------------- | ----- | ----- | ----- | ------ | ------- |
| 13 Aug | 12:00 | Krasilnikov–Stoyanovskiy | 2–0      | Krattiger–Haussener | 21–18 | 21–14 |       | 42–32  | Rapport |
| 13 Aug | 12:00 | Kantor–Łosiak            | 2–0      | Dziadkou–Piatrushka | 21–13 | 21–18 |       | 42–31  | Rapport |
| 13 Aug | 12:00 | Boermans–de Groot        | 2–0      | Nõlvak–Tiisaar      | 25–23 | 21–14 |       | 46–37  | Rapport |
| 13 Aug | 12:00 | Carambula–Dal Corso      | 0–2      | Samoilovs–Šmēdiņš   | 22–24 | 11–21 |       | 33–45  | Rapport |
| 13 Aug | 13:00 | Nicolai–Lupo             | 2–1      | Szałankiewicz–Bryl  | 21–18 | 17–21 | 15–13 | 53–52  | Rapport |
| 13 Aug | 13:00 | Semenov–Leshukov         | 2–1      | Walkenhorst–Winter  | 14–21 | 21–17 | 15–9  | 50–47  | Rapport |
| 13 Aug | 13:00 | Pļaviņš–Točs             | 2–0      | Ayé–Gauthier-Rat    | 21–15 | 21–19 |       | 42–34  | Rapport |
| 13 Aug | 13:00 | Seid–Waller              | 1–2      | Ehlers–Pfretzschner | 25–23 | 21–23 | 11–15 | 57–61  | Rapport |

#### Åttondelsfinaler
| Datum  | Tid   |                         | Resultat |                          | Set 1 | Set 2 | Set 3 | Totalt | Rapport |
| ------ | ----- | ----------------------- | -------- | ------------------------ | ----- | ----- | ----- | ------ | ------- |
| 13 Aug | 16:00 | Koekelkoren–van Walle   | 0–2      | Boermans–de Groot        | 15–21 | 18–21 |       | 33–42  | Rapport |
| 13 Aug | 16:00 | Perušič–Schweiner       | 2–0      | Samoilovs–Šmēdiņš        | 21–14 | 21–13 |       | 42–27  | Rapport |
| 13 Aug | 17:00 | Herrera–Gavira          | 2–1      | Krasilnikov–Stoyanovskiy | 21–16 | 19–21 | 15–12 | 55–49  | Rapport |
| 13 Aug | 17:00 | Thole–Wickler           | 0–2      | Kantor–Łosiak            | 18–21 | 18–21 |       | 36–42  | Rapport |
| 13 Aug | 18:00 | Varenhorst–van de Velde | 0–2      | Semenov–Leshukov         | 13–21 | 19–21 |       | 32–42  | Rapport |
| 13 Aug | 18:00 | Lyamin–Myskiv           | 0–2      | Ehlers–Pfretzschner      | 19–21 | 17–21 |       | 36–42  | Rapport |
| 13 Aug | 19:45 | Brouwer–Meeuwsen        | 2–0      | Pļaviņš–Točs             | 21–15 | 21–18 |       | 42–33  | Rapport |
| 13 Aug | 21:00 | Mol–Sørum               | 2–0      | Nicolai–Lupo             | 21–18 | 29–27 |       | 50–45  | Rapport |

#### Kvartsfinaler
| Datum  | Tid   |                   | Resultat |                     | Set 1 | Set 2 | Set 3 | Totalt | Rapport |
| ------ | ----- | ----------------- | -------- | ------------------- | ----- | ----- | ----- | ------ | ------- |
| 14 Aug | 12:45 | Herrera–Gavira    | 0–2      | Kantor–Łosiak       | 18–21 | 19–21 |       | 37–42  | Rapport |
| 14 Aug | 13:45 | Boermans–de Groot | 2–1      | Perušič–Schweiner   | 21–16 | 16–21 | 15–10 | 52–47  | Rapport |
| 14 Aug | 20:00 | Brouwer–Meeuwsen  | 2–1      | Ehlers–Pfretzschner | 21–19 | 13–21 | 15–11 | 49–51  | Rapport |
| 14 Aug | 21:00 | Mol–Sørum         | 2–1      | Semenov–Leshukov    | 18–21 | 21–18 | 15–8  | 54–47  | Rapport |

#### Semifinaler
| Datum  | Tid   |               | Resultat |                   | Set 1 | Set 2 | Set 3 | Totalt | Rapport |
| ------ | ----- | ------------- | -------- | ----------------- | ----- | ----- | ----- | ------ | ------- |
| 15 Aug | 12:00 | Mol–Sørum     | 2–1      | Brouwer–Meeuwsen  | 17–21 | 21–17 | 15–13 | 53–51  | Rapport |
| 15 Aug | 13:00 | Kantor–Łosiak | 0–2      | Boermans–de Groot | 19–21 | 10–21 |       | 29-42  | Rapport |

#### Match om tredjepris
| Datum  | Tid   |                  | Resultat |               | Set 1 | Set 2 | Set 3 | Totalt | Rapport |
| ------ | ----- | ---------------- | -------- | ------------- | ----- | ----- | ----- | ------ | ------- |
| 15 Aug | 16:30 | Brouwer–Meeuwsen | 0–2      | Kantor–Łosiak | 14–21 | 19–21 |       | 33–42  | Rapport |

#### Final
| Datum  | Tid   |           | Resultat |                   | Set 1 | Set 2 | Set 3 | Totalt | Rapport |
| ------ | ----- | --------- | -------- | ----------------- | ----- | ----- | ----- | ------ | ------- |
| 15 Aug | 17:45 | Mol–Sørum | 2–1      | Boermans–de Groot | 21–19 | 24–26 | 15–12 | 60–57  | Rapport |